# Stefan Effenberg
Stefan Effenberg (Hamburg, 2 de agosto de 1968) é um ex-futebolista e treinador de futebol alemão que atuava como meio-campista. Atualmente é diretor-esportivo do KFC Uerdingen 05.

## Carreira
Revelado nas categorias de base do Bramfelder e do Victoria Hamburgo, Effenberg, famoso por seu forte chute, seus passes precisos e, principalmente, suas polêmicas dentro e fora de campo, foi para o Borussia Mönchengladbach em 1986, se profissionalizando em 1987, antes de completar 19 anos.
Seu desempenho nos Die Fohlen chamaram a atenção do Bayern de Munique, que contratou o jovem meio-campista em 1990. Apesar de marcar 19 gols em sua primeira passagem pela agremiação bávara, não ganhou nenhum título. Com a volta de Lothar Matthäus ao Bayern em 1992, Effenberg foi para a Fiorentina, juntamente com o argentino Gabriel Batistuta e o dinamarquês Brian Laudrup, marcando doze gols em 56 partidas pela Viola.
Retornou ao Mönchengladbach em 1994, ajudando o clube na conquista da Segunda Divisão alemã na temporada 1993-94. Em quatro anos, foram 118 partidas e 23 gols marcados. Tal como em 1990, o Bayern recontratou Effenberg, mas os dirigentes temiam um choque com Matthäus, que não aconteceu. Na sua segunda passagem pelo clube bávaro, o "alemão gordo" (como era conhecido por atuar acima do peso) contribuiu em sete títulos.
Effenberg deixou de vez o Bayern em 2002, assinando contrato com o Wolfsburg, onde jogou pouco (19 partidas), mas deixando novamente sua marca (três gols). Em 2003, deixou a Alemanha para atuar no emergente futebol do Catar, representando o Al-Arabi, onde atuou por uma temporada e encerrou a carreira às vésperas de completar 36 anos. Após pendurar as chuteiras, virou comentarista em uma emissora de televisão local.
Sua estreia como treinador foi em outubro de 2015, quando foi contratado para treinar o Paderborn, na segunda divisão alemã. Uma sequência de 12 jogos sem vitória causou a demissão de Effenberg, em março de 2016. Em outubro de 2019, foi apresentado como diretor-esportivo do KFC Uerdingen 05, clube da 3. Fußball-Liga (terceira divisão nacional).

## Seleção Alemã
Seu temperamento explosivo impediu que Effenberg tivesse uma sequência regular na Seleção Alemã, onde estreou em 1991, contra o País de Gales, em partida válida pelas Eliminatórias da Eurocopa de 1992, primeiro torneio em que foi convocado pelo Nationaleif. Atuou nas 5 partidas da equipe, que obteve o vice-campeonato ao perder para a Dinamarca por 2 a 0. O primeiro gol do meio-campista foi na fase de grupos, na vitória alemã por 2 a 0 sobre a Escócia.
Foi convocado também para a Copa de 1994, mas suas relações com o técnico Berti Vogts o afetaram durante o torneio, apesar de ter jogado as três partidas da Alemanha na fase de grupos.
O momento mais complicado foi no jogo contra a Coreia do Sul, quando Effenberg, irritado após ter sido substituído por Thomas Helmer, descontou sua raiva na torcida, mostrando o dedo médio aos torcedores, que o vaiaram. Com o incidente, Vogts não teve outra solução a não ser expulsar Effenberg da delegação. A decisão foi contestada pelos demais jogadores e também por Franz Beckenbauer, que a julgou como "exagerada".
O meio-campista permaneceu três anos afastado da seleção, voltando a ser convocado em setembro de 1998, quando disputou suas últimas partidas pela Alemanha.

## Títulos
Bayern Munique
- Supercopa da Alemanha: 1990
- Copa da Liga Alemã: 1998, 1999 e 2000
- Campeonato Alemão: 1998–99, 1999–00 e  2000–01
- Copa da Alemanha: 1999–00
- Liga dos Campeões da UEFA: 2000–01

Fiorentina
- Serie B: 1993–94

Borussia Mönchengladbach
- Copa da Alemanha: 1994–95